# PZL–126 Mrówka
A PZL–126 Mrówka (magyarul: hangya) lengyel kisméretű mezőgazdasági repülőgép, melyet a varsói WSK-Okęncie repülőgépgyár épített. Csak két prototípusa készült el, sorozatgyártására nem került sor.

## Története
Tervezése az 1980-as évek elején kezdődött el a varsói WSK-Okęcie repülőgépgyárban. A gép ötlete Andzej Słociński repülőmérnöktől származik. A fejlesztésben részt vettek a varsói Mezőgazdasági Főiskola és az olsztyni Mezőgazdasági Műszaki Akadémia szakemberei is. 1983-ra készültek el az előzetes tervek, majd ezután, 1985-ben a gép teljes méretű fa makettje. A gép fejlesztését teljes egészében a lengyel Gépipari Minisztérium finanszírozta, a WSK-Okęcie repülőgépgyár csak a gyártási kapacitását biztosította a projekthez.
Költségcsökkentési megfontolásokból a gépnél más lengyel repülőgépeken alkalmazott részegységeket is felhasználtak. Így pl. a pilótakabin az SZD–51 Junior vitorlázó repülőgéptől származik.
1988-ban kezdték el az első prototípus építését. A gép először az SP-MKA lajstromjelet kapta, amelyet később az SP-PMA lajstromjelre cseréltek. A géppel a földi tesztek 1990 januárjában kezdődtek el, majd 1990. április 20-án végrehajtották az első felszállást. A hétperces berepülés során a géppel 100 m-es magasságba emelkedett Maciej Aksler berepülőpilóta. A berepülések során egy kisebb baleset történt a géppel, amikor az a hangár előtt parkoló PZL–105 Flaming géppel ütközött. A Mrówkának az ütközés miatt megsérült a légcsavarja és az egyik szárnya az üzemanyagtartályokkal. Az első felszállást követő egy évben a géppel 16 repülést végeztek. A berepülések tapasztalat az volt, hogy elégtelen a motorteljesítmény.
Az első géppel szerzett tapasztalatok alapján készítették el a javított, nagyobb teljesítményű motorral felszerelt második prototípust, a PZL–126P-t. Az SP-PMB lajstromjelű második prototípussal 2000. október 20-án hajtották végre az első felszállást. A berepülőpilóta, akárcsak az első prototípusnál, ezúttal is Maciej Aksler volt. A második prototípus építését már az Agrolot alapítvány finanszírozta. Az 1990-es évek gazdasági válsága miatt a projektre nem jutott megfelelő forrás, ezért a további fejlesztések a 2000-es évek elején leálltak, a gép sorozatgyártására nem került sor.

## Műszaki jellemzői
Fémépítésű repülőgép, egyes elemei azonban üvegszál erősítésű műgyantából készültek. A repülőgép alsószárnyas konstrukció, szabadonhordó szárnyakkal. A szárny egyfőtartós.